# Junko Hiramatsu
Junko Hiramatsu, née: Ueno (平松 純子 Hiramatsu Junko?,  Nishinomiya, Prefectura de Hyōgo, Japón, 1 de noviembre de 1942) es una ex-patinadora de patinaje artístico sobre hielo japonesa. Actualmente es entrenadora y miembro oficial de la Unión Internacional de Patinaje sobre Hielo. 
Hiramatsu ha sido cinco veces campeona nacional japonesa y representó a Japón dos veces en los Juegos Olímpicos de Invierno, primero en 1960 y más tarde en 1964. También fue la abanderada de Japón en los Juegos Olímpicos de Invierno de 1960. Hiramatsu es árbitro de la ISU y controladora técnica de ISU para Japón. Tomó el Juramento Olímpico durante los Juegos Olímpicos de Invierno de 1998 en Nagano.

## Aspectos competitivos
| Internacional      | Internacional | Internacional | Internacional | Internacional | Internacional | Internacional | Internacional | Internacional | Internacional |
| Evento             | 1956          | 1957          | 1958          | 1959          | 1960          | 1961          | 1962          | 1963          | 1964          |
| ------------------ | ------------- | ------------- | ------------- | ------------- | ------------- | ------------- | ------------- | ------------- | ------------- |
| Juegos de invierno |               |               |               |               | 17th          |               |               |               | 22mo          |
| Campeonato Mundial |               | 17.º          |               |               | 16.º          |               |               | 17.º          |               |
| Nacionales         |               |               |               |               |               |               |               |               |               |
| Campeonato Juvenil | 1.er          | 1.er          | 1.er          | 1.er          | 2.º           | 1.er          | 2.º           | 3er           | 3er           |